# 壬醣
壬醣（英語：Nonose），又稱為九碳醣，是由九個碳原子組成的單醣，化學式為C9H18O9。例如：L-核-D-甘露壬糖等。最接近壬醣的物質為脱氨神經氨酸（KDN），其化學式為C9H16O9。